# アズワンネットワーク鈴鹿コミュニティ
アズワンネットワーク鈴鹿コミュニティ（英：as one network Suzuka Community）は、三重県鈴鹿市の市街地を活動の拠点とする地域コミュニティ。

## 設立趣旨

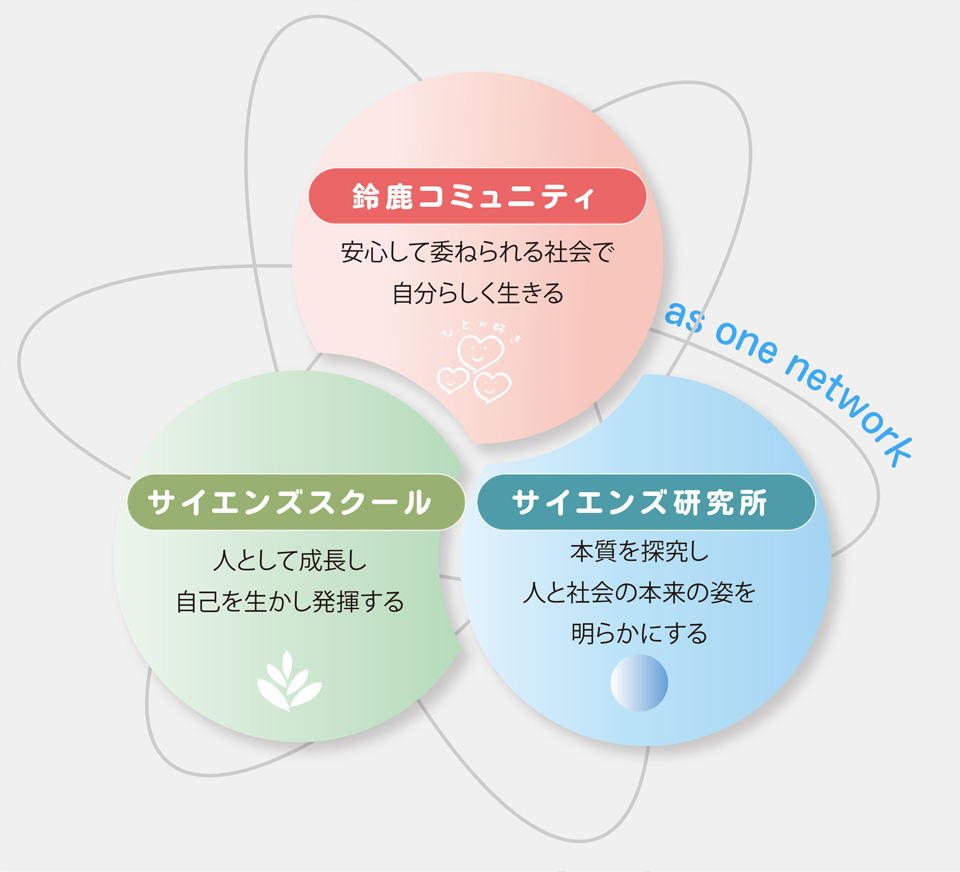
アズワン鈴鹿コミュニティの社会システム図

アズワン（as one)とは、「一つの世界」を意味している。アズワンネットワークは、すべてが調和する「争いのない幸せな世界」を夢物語に終わらせないで、この世に実現することを目的としている。
アズワン鈴鹿コミュニティは、鈴鹿モデルとして、2001年から始まった「AsOne＝一つの世界」を実現する試みである。研究と試験を積み重ねながら、「誰もが本心で生きられる社会」を実現しようとしている。
人としての成長をサポートする「サイエンズスクール」、人と社会を科学する「サイエンズ研究所」、この2つが、コミュニティ活動のベースをなしているという点が、アズワン鈴鹿コミュニティの特色の一つである。

## 概要
2018年の時点で、コミュニティ人口は、200人 - 250人と言われている。
規約や制約がなく、住人やメンバーの規定もなく、義務や責任もない。おおむね、数百メートル内の歩いて往来できる範囲に暮らしている人が多いが、中には数キロ離れた所に住みながら、コミュニティとしての活動を共にしているメンバーもいる。
よって、地域的に言えば、どこからどこまでがアズワン鈴鹿コミュニティであるという境界がない。誰がコミュニティのメンバーかという明確な規定もない。
様々なコミュニティ・ビジネスや各種の市民活動が、それぞれ自発的に展開され、関連し合って、一つのコミュニティを形成している。
新しい社会のあり方を模索しながら、社会機構、社会運営、生活様式、経済システムや産業活動から人間関係諸問題に至るまで、研究と試験を重ねながら活動している。

## 評価
2015年11月30日からパリで開催された国連気候変動枠組条約会議 (COP21) で、グローバルエコビレッジネットワーク(GEN) が選ぶ、低炭素社会実現に向けた世界60か所のエコビレッジの一つとして、アズワン鈴鹿コミュニティが選ばれた。

## 歴史
- 2001年 数人の有志による研究会[4]から、「規模は小さくても本当に人間らしく安心して暮らせる社会をつくろう」という活動が始まり、それに賛同する人たちが、各地から鈴鹿の地に集まり、コミュニティがスタートした。
  - 飲食店、保育園、人材派遣業、廃棄物収集運搬業など、コミュニティの産業として、各種の事業を手がける。
- 2002年 教育や指導ではなく、各人が自ら自己を調べる機会として生涯学究制が始まる。2007年にNPO法人の認証を受ける。（現サイエンズスクール）
- 2004年 人間らしさの実現や新しい社会をつくるための研究機関として、人間社会科学研究所が始まる。2008年にNPO法人の認証を受ける。（現サイエンズ研究所）
- 2005年 アズワン株式会社。
- 2009年 SUZUKA FARM 株式会社。
- 2010年 一般社団法人 鈴鹿カルチャーステーション。
- 2010年 地域通貨RINKA[5]の試み。2013年に終了。
- 2011年 一般財団法人 アズワンコミュニティづくり財団。
- 2013年 コミュニティストア（贈り合いの経済）、コミュニティオフィス開設。
- 2013年 トランジションタウン鈴鹿として活動スタート。
- 2014年 都市型エコビレッジとして、GEN (Global Ecovillage Network)[6]に登録。
- 2016年 アズワンコミュニティ鈴鹿を、アズワンネットワーク鈴鹿コミュニティと改称。アズワンコミュニティづくり財団はアズワン財団へ、アズワン株式会社は、鈴鹿エコサウンド株式会社に改称。
- 2018年　「次の社会」への人材育成事業としてサイエンズアカデミーを開校。

## 所在地
アズワン鈴鹿コミュニティのセンター的役割をなすアズワン鈴鹿コミュニティステーションやコミュニティHub、そしてコミュニティ活動の一環としてある財団法人、社団法人、NPO法人などは主に、鈴鹿市阿古曽町14－28 鈴鹿カルチャーステーション内に事務所を置いている。

## 主な活動
- アズワンネットワーク
- 一般財団法人 アズワン財団
- サイエンズアカデミー
- 一般社団法人 鈴鹿カルチャーステーション
- NPO法人 サイエンズスクールJapan
- NPO法人 サイエンズ研究所
- NPO法人 鈴鹿循環共生パーティ
- おふくろさん弁当
- SUZUKA FARM 株式会社
- 有限会社 鈴鹿エコサウンド
- トランジションタウン鈴鹿
- 街のはたけ公園プロジェクト

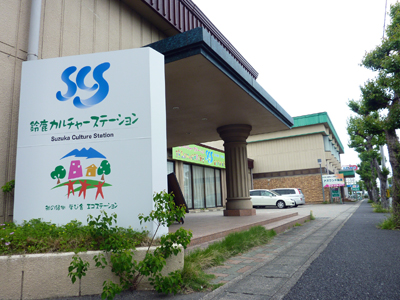
鈴鹿カルチャーステーション

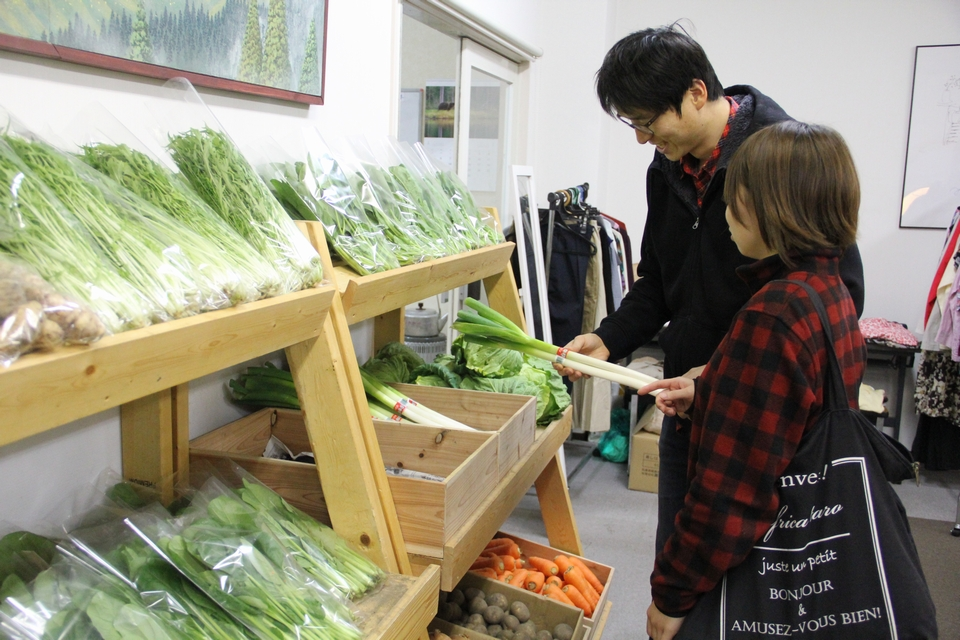
コミュニティスペース JOY

- すずかの里山プロジェクト/未来の里山プロジェクト
- 理想の暮しを語る会
- アズワン鈴鹿コミュニティステーション
- アズワン鈴鹿コミュニティHub
- アズワン鈴鹿コミュニティスペースJOY

## 参考図書
- サイエンズ研究所の刊行物
  - SCIENZ No.1 やさしい社会 -will be as one- 2011年 ISBN 978-4-9907895-0-3
  - SCIENZ No.2 人を聴く ―心が通う話し合いとは 2011年 ISBN 978-4-9907895-1-0
  - SCIENZ No.3 やさしい社会2 ―親しさで繋がる社会とは 2012年 ISBN 978-4-9907895-2-7
  - SCIENZ No.4 as one 一つの社会 ―やさしい社会をひも解く 2014年 ISBN 978-4-9907895-3-4
  - SCIENZ No.5 サイエンズ入門 ―人間を知り、人間らしく生きる 2015年 ISBN 978-4-9907895-4-1
  - SCIENZ No.6 次の社会へ　人知革命 ＝ サイエンズメソッド　2018年 ISBN 978-4-9907895-5-8
- アズワンネットワーク鈴鹿コミュニティの本
  - 幸せをはこぶ会社 おふくろさん弁当 本当にあった! こんな会社 規則も命令も上司も責任もない! 2016年 ISBN 978-4-9909136-0-1
- BIOCITY ビオシティ68 「都市型・開放型エコビレッジ アズワン鈴鹿コミュニティの試み」 片山弘子（NPO法人えこびれっじネット日本代表理事）、株式会社ブックエンド 2016. ISBN 978-4-907083-37-3
- 『未来にやさしい「いいね！」な暮らし方』「アズワンコミュニティ　地域通貨を超えたやさしい社会」　地湧社　持続可能な共生きコミュニティ出版プロジェクト編　2015/03/03　ISBN：978-4-88503-651-4　（電子書籍）

## 関連文献
- 『アズワンネットワーク、あるいは〈中空＝円〉の可能性』GEIJUTSU論――藝術２．０をさぐる思考の旅　熊倉敬聡　2018.10.26　web春秋　はるとあき
- 「エコビレッジの形成及び持続的運営を高めるためのツーリズム創造～よそ者と受入側の学習を通じた相互作用に着目して～」北海道大学大学院 国際広報メディア・観光学院：観光創造専攻　及川 修司　平成30 年度 修士論文
- 『理想の社会を目指して、壮大な社会実験に取り組むアズワンネットワーク鈴鹿コミュニティ』カガリ火178 2017.12(合同会社カガリ火）
- 『限りなく自由で楽しく働ける「おふくろさん弁当」の社長係・岸浪龍さん』カガリ火175 2017.6(合同会社カガリ火）
- 『ルールに縛られず、自由に働き、お金の心配なく暮らす　三重県鈴鹿市のアズワンコミュニティ鈴鹿』中日新聞　中日環境net Viva 地球　2016.6.22
- 『「いのち」への配慮とコミュニティ (9)』空閑厚樹（立教大学）、シンビオーシス75号（NGO 地に平和） 2014.5.30
- 『やさしい社会づくりを目指すアズワンコミュニティ鈴鹿（三重県鈴鹿市）』エココミュニティ・ジャパン2014.4.18
- 『H24ニッセイ財団環境問題 若手研究奨励研究助成報告書「持続可能な暮らしの実践における環境負荷軽減の取り組みおよび生活満足度に関する研究報告書』から 2014.3
  - 調査概要、調査結果（抜粋）空閑厚樹、林悦子
  - 日本の持続可能なコミュニティの動向 林悦子
  - 資料編
- 『瞑想とギフトエコノミー』 熊倉敬聡（京都造形芸術大学）、サンガ 2014.1 ISBN 978-4-905425-72-4
- 『アズワンコミュニティをどう考えるかーービートルズも訪れたであろうー』岩見尚（日本ルネッサンス研究所） 協働社会研究会 - ウェイバックマシン（2014年10月8日アーカイブ分） 2013.7.11
- 『必要に応じて賃金を与える』 - ウェイバックマシン（2016年3月4日アーカイブ分） イ・ナンゴク（韓国 研鑽文化研究所理事長） 益山希望連帯HP 2012.7.12
- 『アズワンコミュニティ鈴鹿を訪問して』伯宮幸明 ロハスピ・コラム 2011.11.25
- 『代案的な都市での開放的共同体モデルを見る 日本鈴鹿共同体事例』 イ・ホ（韓国 草根自治研究所イウム所長） 2010.12